# 羽鳥駅

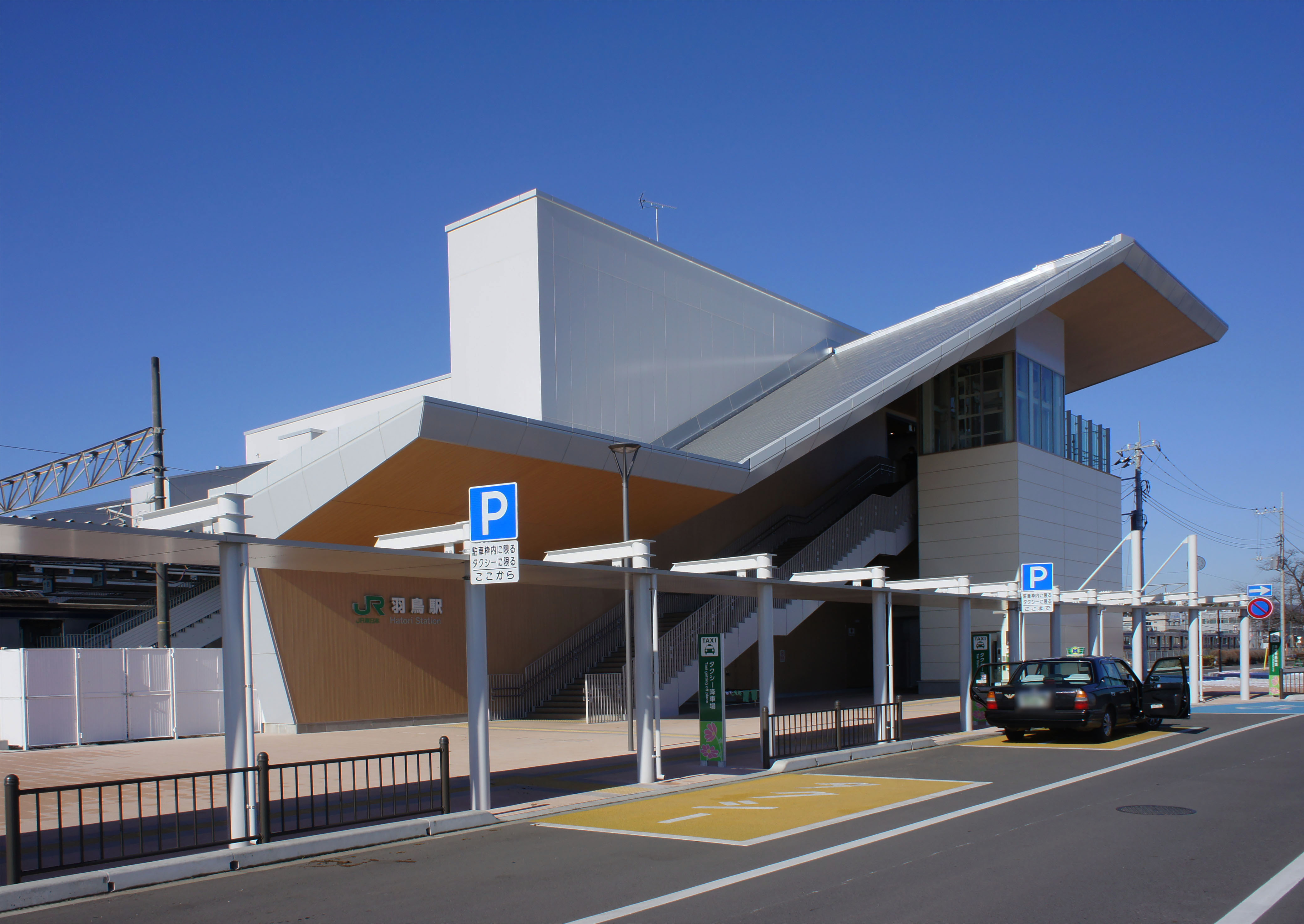
東口（2022年1月）

羽鳥駅（はとりえき）は、茨城県小美玉市羽鳥にある、東日本旅客鉄道（JR東日本）常磐線の駅である。

## 歴史

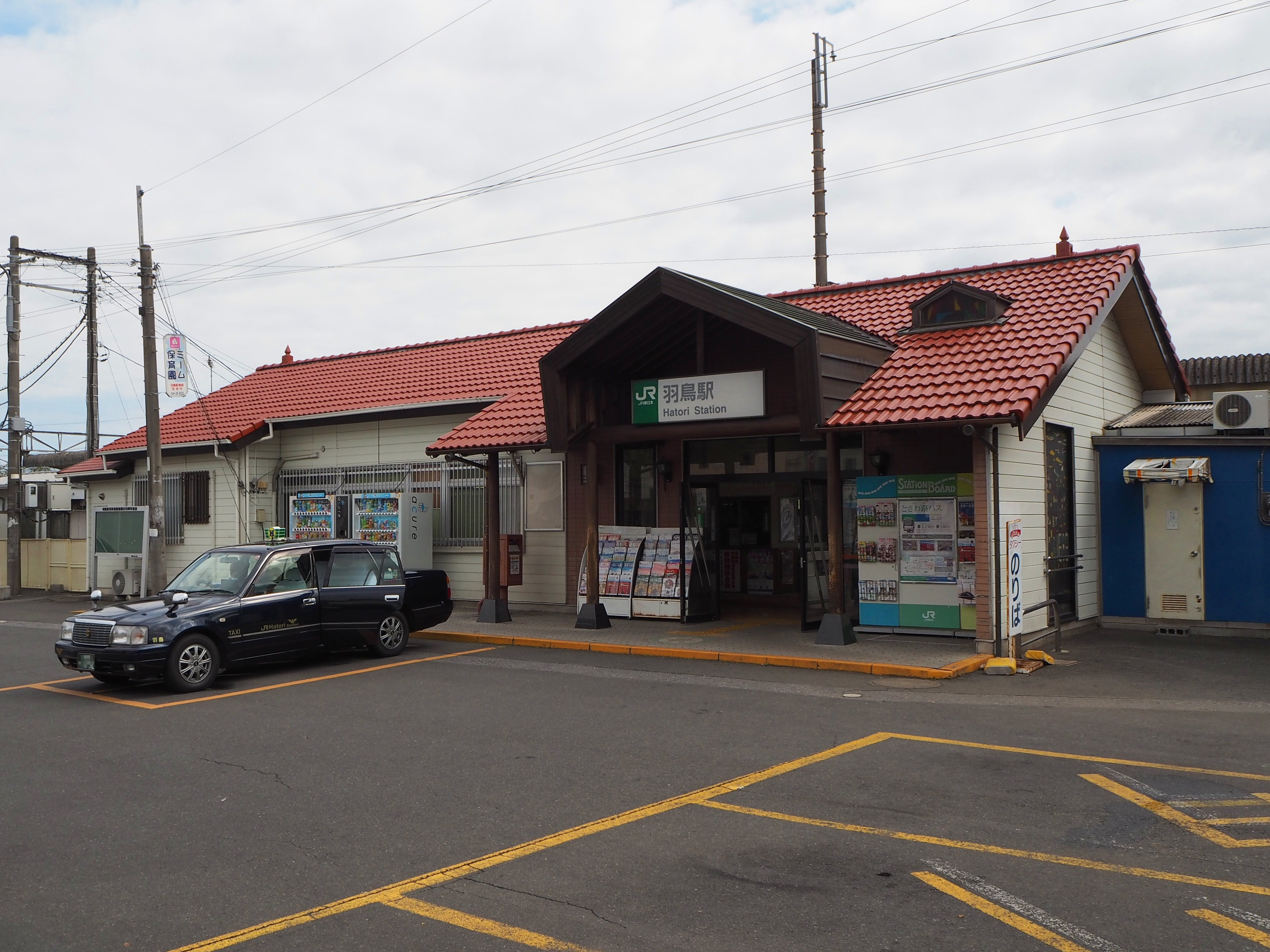
旧駅舎（2016年9月）

- 1895年（明治28年）12月1日：日本鉄道の駅として開業[2]。
- 1906年（明治39年）11月1日：日本鉄道が国有化され、官設鉄道の所属となる[2]。
- 1909年（明治42年）10月12日：線路名称制定により常磐線の所属となる。
- 1949年（昭和24年）6月1日：日本国有鉄道が発足。
- 1971年（昭和46年）10月1日：貨物の取り扱いが廃止[2]。
- 1984年（昭和59年）2月1日：荷物扱い廃止[2]。
- 1987年（昭和62年）4月1日：国鉄分割民営化に伴い、東日本旅客鉄道（JR東日本）の駅となる[2]。
- 2001年（平成13年）11月18日：ICカード「Suica」の利用が可能となる。
- 2005年（平成17年）4月26日：近くの踏切でいわき行特急「スーパーひたち」23号が、立ち往生したトラックと衝突し脱線した。
- 2006年（平成18年）
  - 3月2日：みどりの窓口の営業を終了。
  - 3月3日：「もしもし券売機Kaeruくん」[3]と自動改札機導入。
- 2012年（平成24年）2月21日：「もしもし券売機Kaeruくん」営業終了。
- 2015年（平成27年）2月10日：指定席券売機導入。
- 2017年（平成29年）9月19日：橋上駅舎化及び東西自由通路設置を目的とした駅舎改築工事に着手[4][5]。
- 2019年（令和元年）
  - 6月14日：自由通路の一部を供用開始[4][6][7]。
  - 6月15日：橋上駅舎の一部を供用開始[4][6][7]。
  - 7月1日：JR東日本ステーションサービスが駅業務を受託する業務委託駅となる[8]。
- 2020年（令和2年）
  - 1月16日：西口階段が供用開始[4]。
  - 2月10日：西口トイレ及びエレベーターが供用開始[4]。
  - 2月16日：東西自由通路及び橋上駅舎が全面供用開始[4]。

## 駅構造
単式ホーム1面1線と島式ホーム1面2線、計2面3線のホームを持つ地上駅である。互いのホームは跨線橋で連絡している。2番線は通過待ちの列車が使用する。
指定席券売機・Suica対応自動改札機が設置されている。石岡駅管理の業務委託駅（JR東日本ステーションサービス受託）。
2006年（平成18年）3月3日に導入された「もしもし券売機Kaeruくん」は、2012年（平成24年）2月21日をもって営業を終了し、代わりに多機能券売機が導入された。「もしもし券売機Kaeruくん」導入時にみどりの窓口は閉鎖されており、当駅で指定席券を購入することが出来なくなっていたが、 2015年（平成27年）2月10日に指定席券売機が導入され、一部の列車を除いて再度指定席券の購入が出来るようになった。
常磐線の東京圏輸送管理システム (ATOS) による運行管理は当駅までである。

### のりば
| 番線 | 路線             | 方向 | 行先                   | 備考            |
| ---- | ---------------- | ---- | ---------------------- | --------------- |
| 1・2 | ■ 常磐線         | 下り | 友部・水戸・いわき方面 | 2番線は一部列車 |
| 2・3 | ■ 常磐線         | 上り | 土浦・我孫子・上野方面 | 2番線は一部列車 |
| 2・3 | ■ 上野東京ライン | 上り | 上野・東京・品川方面   | 2番線は一部列車 |

（出典：JR東日本:駅構内図）

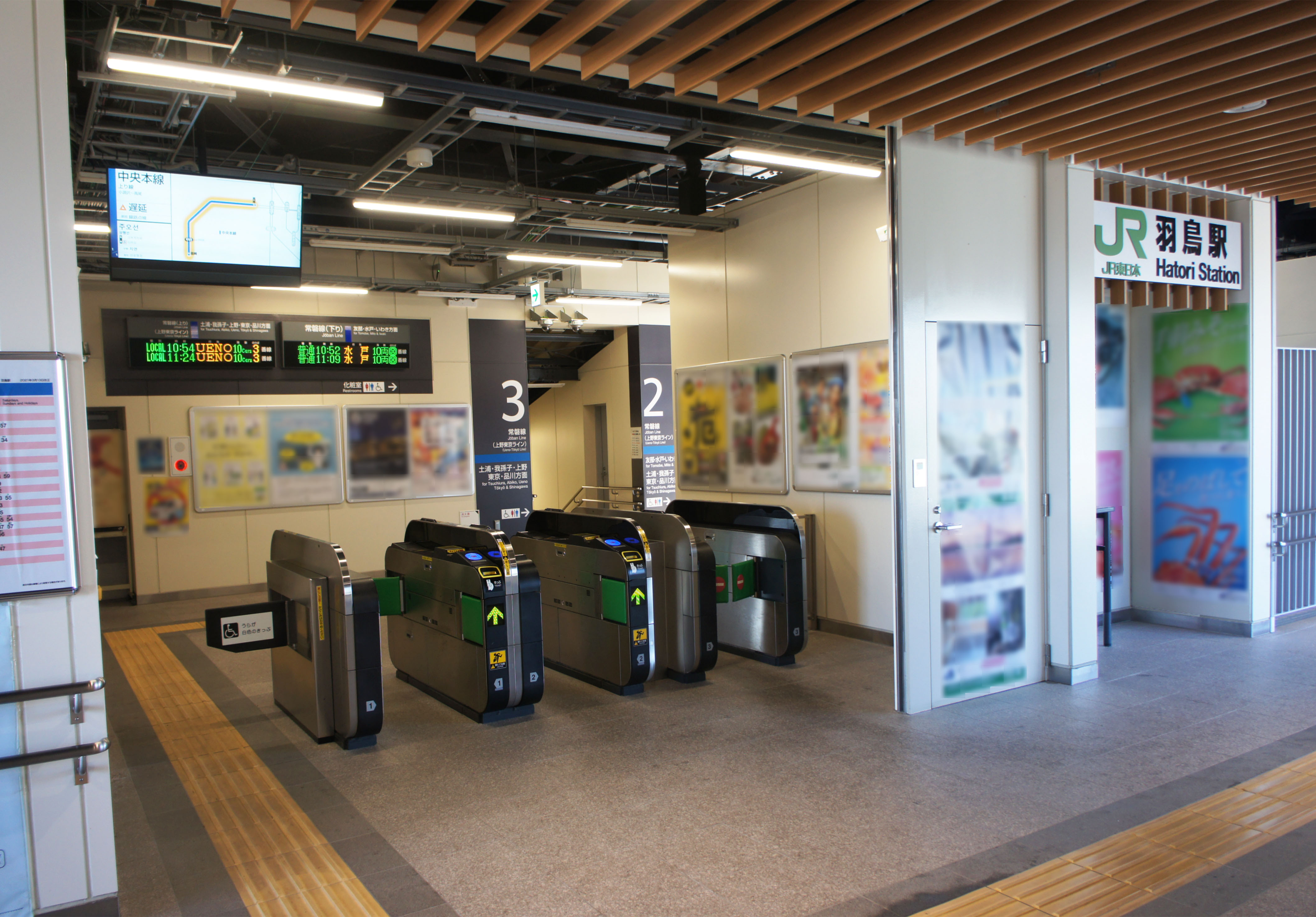
改札口（2022年1月）
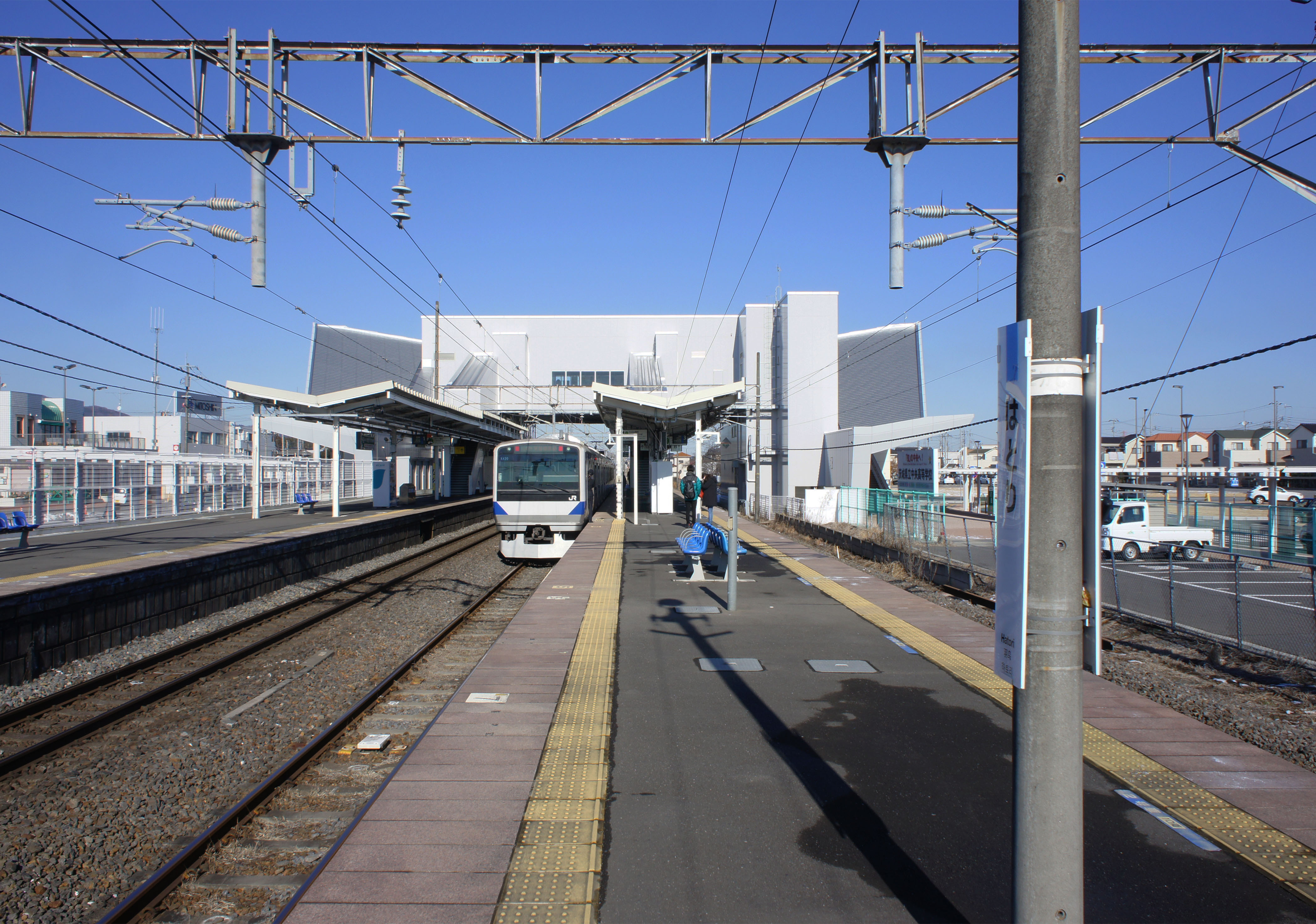
ホーム（2022年1月）

## 利用状況
JR東日本によると、2023年度（令和5年度）の1日平均乗車人員は2,164人である。
2000年度（平成12年度）以降の推移は以下の通りである。
| 乗車人員推移       | 乗車人員推移     | 乗車人員推移    |
| 年度               | 1日平均 乗車人員 | 出典            |
| ------------------ | ---------------- | --------------- |
| 2000年（平成12年） | 2,667            | [ 利用客数 2 ]  |
| 2001年（平成13年） | 2,580            | [ 利用客数 3 ]  |
| 2002年（平成14年） | 2,490            | [ 利用客数 4 ]  |
| 2003年（平成15年） | 2,404            | [ 利用客数 5 ]  |
| 2004年（平成16年） | 2,386            | [ 利用客数 6 ]  |
| 2005年（平成17年） | 2,358            | [ 利用客数 7 ]  |
| 2006年（平成18年） | 2,363            | [ 利用客数 8 ]  |
| 2007年（平成19年） | 2,354            | [ 利用客数 9 ]  |
| 2008年（平成20年） | 2,387            | [ 利用客数 10 ] |
| 2009年（平成21年） | 2,327            | [ 利用客数 11 ] |
| 2010年（平成22年） | 2,262            | [ 利用客数 12 ] |
| 2011年（平成23年） | 2,230            | [ 利用客数 13 ] |
| 2012年（平成24年） | 2,261            | [ 利用客数 14 ] |
| 2013年（平成25年） | 2,343            | [ 利用客数 15 ] |
| 2014年（平成26年） | 2,299            | [ 利用客数 16 ] |
| 2015年（平成27年） | 2,301            | [ 利用客数 17 ] |
| 2016年（平成28年） | 2,319            | [ 利用客数 18 ] |
| 2017年（平成29年） | 2,313            | [ 利用客数 19 ] |
| 2018年（平成30年） | 2,316            | [ 利用客数 20 ] |
| 2019年（令和元年） | 2,290            | [ 利用客数 21 ] |
| 2020年（令和02年） | 1,797            | [ 利用客数 22 ] |
| 2021年（令和03年） | 1,858            | [ 利用客数 23 ] |
| 2022年（令和04年） | 2,056            | [ 利用客数 24 ] |
| 2023年（令和05年） | 2,164            | [ 利用客数 1 ]  |

## 駅周辺
駅東側で、宅地開発を行っている。橋上駅舎化工事の作業スペース確保に伴い、仮設広場（ロータリーや駐輪場など）が整備され、東口は2017年8月1日、西口は同年9月5日に供用開始された。橋上駅舎及び自由通路全面供用後は、駅前広場の整備工事が実施されており、歩道や一般車・バス・タクシー・福祉車の乗降場などが整備される予定である。
- 常陽銀行美野里支店
- 羽鳥郵便局
- 水戸信用金庫羽鳥支店
- ヨークベニマル
- カゴメ茨城工場
- 国道355号
- 常磐自動車道美野里パーキングエリア（約1.5km）

### バス路線
石岡市八郷地区北部（山崎・小見）方面への路線バスと小美玉市コミュニティバス「おみたん号」が発着する。
- 関東鉄道（石岡営業所、旧関鉄グリーンバス） - 板敷山前
- 小美玉市コミュニティバス「おみたん号」 - （東口発）小美玉市役所・小川駅・玉里総合支所 ※土曜・祝日は運休

## その他
小美玉市唯一の駅で同市の代表駅であるが、市内の地域によっては最寄り駅が市外に所在している場合がある。
当駅は、上り（石岡・土浦・上野方面）、下り（友部・水戸・勝田方面）と共に、日中は概ね1時間に2本の普通列車が停車する。

## 隣の駅
東日本旅客鉄道（JR東日本）
■常磐線
石岡駅 - 羽鳥駅 - 岩間駅

### 記事本文
1. 1 2 3 4  『週刊 JR全駅・全車両基地』 42号 水戸駅・常陸太田駅・高萩駅ほか74駅、朝日新聞出版〈週刊朝日百科〉、2013年6月9日、21頁。
2. 1 2 3 4 5 6  石野哲（編）『停車場変遷大事典 国鉄・JR編 II』（初版）JTB、1998年10月1日、428-429頁。ISBN 978-4-533-02980-6。
3. ↑  “みどりの窓口リストラ” 朝日新聞 (朝日新聞社): p23. (2006年7月11日 夕刊)
4. 1 2 3 4 5 6  “羽鳥駅橋上駅舎化及び東西自由通路新設工事”.   小美玉市. 2020年9月22日時点のオリジナルよりアーカイブ。2020年9月22日閲覧。
5. ↑  “羽鳥駅橋上化に着手”. 交通新聞. (2017年9月25日)
6. 1 2  『常磐線羽鳥駅橋上駅舎及び自由通路の一部供用開始について』（PDF）（プレスリリース）東日本旅客鉄道水戸支社、2019年5月17日。2019年5月17日閲覧。
7. 1 2  “14～15日に使用開始 JR水戸支社羽鳥駅新橋上駅舎など”. 交通新聞 (交通新聞社):  p. 1. (2019年6月5日)
8. ↑  『事業エリアマップ』（PDF）（プレスリリース）JR東日本ステーションサービス、2019年7月1日。2019年7月1日閲覧。
9. ↑  “東西仮設広場整備”.   小美玉市. 2020年9月22日時点のオリジナルよりアーカイブ。2020年9月22日閲覧。
10. ↑  “東西駅前広場整備工事”.   小美玉市. 2020年9月22日時点のオリジナルよりアーカイブ。2020年9月22日閲覧。
11. ↑  “広報おみたま” (PDF).   小美玉市 (2017年5月11日). 2020年9月22日時点のオリジナルよりアーカイブ。2020年9月22日閲覧。

### 利用状況
1. 1 2  “各駅の乗車人員（2023年度）”.   東日本旅客鉄道. 2024年7月21日閲覧。
2. ↑  “各駅の乗車人員（2000年度）”.   東日本旅客鉄道. 2019年3月6日閲覧。
3. ↑  “各駅の乗車人員（2001年度）”.   東日本旅客鉄道. 2019年3月6日閲覧。
4. ↑  “各駅の乗車人員（2002年度）”.   東日本旅客鉄道. 2019年3月6日閲覧。
5. ↑  “各駅の乗車人員（2003年度）”.   東日本旅客鉄道. 2019年3月6日閲覧。
6. ↑  “各駅の乗車人員（2004年度）”.   東日本旅客鉄道. 2019年3月6日閲覧。
7. ↑  “各駅の乗車人員（2005年度）”.   東日本旅客鉄道. 2019年3月6日閲覧。
8. ↑  “各駅の乗車人員（2006年度）”.   東日本旅客鉄道. 2019年3月6日閲覧。
9. ↑  “各駅の乗車人員（2007年度）”.   東日本旅客鉄道. 2019年3月6日閲覧。
10. ↑  “各駅の乗車人員（2008年度）”.   東日本旅客鉄道. 2019年3月6日閲覧。
11. ↑  “各駅の乗車人員（2009年度）”.   東日本旅客鉄道. 2019年3月6日閲覧。
12. ↑  “各駅の乗車人員（2010年度）”.   東日本旅客鉄道. 2019年3月6日閲覧。
13. ↑  “各駅の乗車人員（2011年度）”.   東日本旅客鉄道. 2019年3月6日閲覧。
14. ↑  “各駅の乗車人員（2012年度）”.   東日本旅客鉄道. 2019年3月6日閲覧。
15. ↑  “各駅の乗車人員（2013年度）”.   東日本旅客鉄道. 2019年3月6日閲覧。
16. ↑  “各駅の乗車人員（2014年度）”.   東日本旅客鉄道. 2019年3月6日閲覧。
17. ↑  “各駅の乗車人員（2015年度）”.   東日本旅客鉄道. 2019年3月6日閲覧。
18. ↑  “各駅の乗車人員（2016年度）”.   東日本旅客鉄道. 2019年3月6日閲覧。
19. ↑  “各駅の乗車人員（2017年度）”.   東日本旅客鉄道. 2019年7月9日閲覧。
20. ↑  “各駅の乗車人員（2018年度）”.   東日本旅客鉄道. 2019年7月9日閲覧。
21. ↑  “各駅の乗車人員（2019年度）”.   東日本旅客鉄道. 2020年7月11日閲覧。
22. ↑  “各駅の乗車人員（2020年度）”.   東日本旅客鉄道. 2021年7月23日閲覧。
23. ↑  “各駅の乗車人員（2021年度）”.   東日本旅客鉄道. 2022年8月6日閲覧。
24. ↑  “各駅の乗車人員（2022年度）”.   東日本旅客鉄道. 2023年7月10日閲覧。